# Indian Rocks Beach
Indian Rocks Beach ist eine Stadt im Pinellas County im US-Bundesstaat Florida. Das U.S. Census Bureau hat bei der Volkszählung 2020 eine Einwohnerzahl von 3.673 ermittelt.

## Geographie
Indian Rocks Beach liegt an der Golfküste Floridas und grenzt an die Städte Largo, Belleair Beach und Belleair Shore. Die Stadt liegt rund 5 km südwestlich von Clearwater sowie 35 km westlich von Tampa.

## Demographische Daten
Laut der Volkszählung 2010 verteilten sich die damaligen 4113 Einwohner auf 3476 Haushalte. Die Bevölkerungsdichte lag bei 1713,8 Einw./km². 96,2 % der Bevölkerung bezeichneten sich als Weiße, 1,0 % als Afroamerikaner, 0,2 % als Indianer und 0,7 % als Asian Americans. 0,6 % gaben die Angehörigkeit zu einer anderen Ethnie und 1,3 % zu mehreren Ethnien an. 5,1 % der Bevölkerung bestand aus Hispanics oder Latinos.
Im Jahr 2010 lebten in 13,5 % aller Haushalte Kinder unter 18 Jahren sowie 29,8 % aller Haushalte Personen mit mindestens 65 Jahren. 49,9 % der Haushalte waren Familienhaushalte (bestehend aus verheirateten Paaren mit oder ohne Nachkommen bzw. einem Elternteil mit Nachkomme). Die durchschnittliche Größe eines Haushalts lag bei 1,88 Personen und die durchschnittliche Familiengröße bei 2,43 Personen.
11,8 % der Bevölkerung waren jünger als 20 Jahre, 17,3 % waren 20 bis 39 Jahre alt, 38,8 % waren 40 bis 59 Jahre alt und 32,1 % waren mindestens 60 Jahre alt. Das mittlere Alter betrug 52 Jahre. 49,9 % der Bevölkerung waren männlich und 50,1 % weiblich.
Das durchschnittliche Jahreseinkommen lag bei 59.693 $, dabei lebten 5,1 % der Bevölkerung unter der Armutsgrenze.
Im Jahr 2000 war Englisch die Muttersprache von 92,12 % der Bevölkerung, spanisch sprachen 4,73 % und 3,15 % hatten eine andere Muttersprache.

## Verkehr
Die Stadt wird von den Florida State Roads 688 und 699 durchquert. Der nächste Flughafen ist der St. Petersburg-Clearwater International Airport (rund 15 km östlich).

## Kriminalität
Die Kriminalitätsrate lag im Jahr 2010 mit 242 Punkten (US-Durchschnitt: 266 Punkte) im durchschnittlichen Bereich. Es gab sechs Vergewaltigungen, einen Raubüberfall, 15 Körperverletzungen, 22 Einbrüche, 81 Diebstähle und vier Autodiebstähle.